# Pietro Boccaccini
Pietro Boccaccini (* 6. November 1843 in Comacchio; † 22. Juli 1939 in Rom) war ein italienischer Pianist und Musikpädagoge.

## Leben und Werk
Pietro Boccaccini erhielt seine musikalische Grundausbildung am Jesuitenkolleg in Bologna. Zu Anfang seiner 20er Lebensjahre ging er nach Rom und studierte in der römischen Kirche Santa Francesca Romana Musik. Er erhielt in dieser Zeit zusätzlichen Musikunterricht bei Franz Liszt, der zu dieser Zeit in Rom lebte. Nach dem Weggang von Liszt 1870 spürte Boccaccini, dass seine musikalische Vorbereitung noch nicht ausreichte. Er ging nach Neapel, um unter Anleitung von Beniamino Cesi (1845–1907) seine Fähigkeiten zu verbessern.
Als er um die Jahrhundertwende nach Rom zurückkehrte, erlangte er als Künstler, vor allem aber als Lehrer, Berühmtheit. Er veröffentlichte die Bücher „Über die Kunst des Klavierspiels“ (italienisch Sull’arte di suonare il Pianoforte; 1892, zweite Auflage 1913) und „Klavierkunst in ihrer historischen Entwicklung“ (italienisch L’arte pianistica nella sua evoluzione storica; 1907, zweite Auflage 1913). Von 1915 bis 1917 unterrichtete er an verschiedenen römischen Schulen. Er gab einen Kurs an der Accademia Nazionale di Santa Cecilia. Sein bekanntester Schüler war Ferruccio Vignanelli.
Pietro Boccaccini komponierte symphonische und Klaviermusik, die fast vollständig unveröffentlicht blieb.